# André Nascimento
André Nascimento (ur. 4 marca 1979 w São João de Meriti) – brazylijski siatkarz występujący obecnie w brazylijskiej Superlidze, w drużynie Vivo/Minas. Gra na pozycji atakującego. Wielokrotny reprezentant Brazylii. W 2004 roku w Atenach zdobył złoty medal olimpijski. W 2008 roku w Pekinie zdobył srebrny medal olimpijski.

## Kariera
- 1999–2002  Minas
- 2002–2004  Panathinaikos Ateny
- 2004–2005  Wizard Suzano
- 2005–2007  Itas Diatec Trentino
- 2007–2008  Cimone Modena
- 2008–  Vivo/Minas

## Sukcesy

### Reprezentacyjne
- Mistrzostwo Olimpijskie: 2004
- Mistrzostwo Świata: 2002, 2006
- Puchar Świata: 2003, 2007
- Puchar Wielkich Mistrzów: 2005
- Zwycięstwo w Lidze Światowej: 2001, 2003, 2004, 2005, 2006, 2007
- Mistrzostwo Ameryki Południowej: 2005, 2007
- Wicemistrzostwo Olimpijskie: 2008

### Klubowe
- Puchar Challenge: 2008

## Wyróżnienia
- Najlepiej atakujący zawodnik Ligi Światowej: 2001
- Najlepiej atakujący zawodnik Mistrzostw Świata: 2002
- Najlepiej punktujący zawodnik Mistrzostw Brazylii: 2004/2005
- MVP i najlepiej punktujący zawodnik Pucharu Challenge: 2008